# رالي راد الجزائر الدولي
رالي راد الجزائر الدولي · 
، (بالفرنسية: Rallye de l'Algérie)‏ أو (تحدي الصحاري الدولي - Challenge SAHARI International)، هي منافسة رالي سنوية في الجزائر، تأسست سنة 2015 تجمع بين سباقات السيارات والدراجات النارية، ينظمها كل من (شركة «راد 44» الفرنسية)
(NPO)، والاتحادية الجزائرية للرياضات الميكانيكية

## المسار
وهران ستكون بداية إنطلاق السباق على أن تكون مستغانم وغليزان وتيارت وسعيدة نقاط عبور وصولاً إلى تاغيت بولاية بشار.